# CR122 (Luxemburg)
De CR122 (Chemin Repris 122) is een verkeersroute in Luxemburg tussen Hünsdorf (CR123) en Wormeldange (N10). De route heeft een lengte van ongeveer 29 kilometer.

## Routeverloop
De route begint in het zuiden van het kanton Mersch in de plaats Hünsdorf in aansluiting met de CR123 en gaat vervolgens richting het oosten. De route kruist de rivier de Alzette en de spoorlijn Luxemburg - Troisvierges voordat het in Lorentzweiler aansluit op de N7. Nadat de CR122 een klein stukje mee gegaan is over de N7 gaat het verder naar het oosten. Na Lorentzweiler stijgt de route over ongeveer 2 kilometer met gemiddeld 7% en bevat het twee haarspeldbochten. Na deze haarspeldbochten gaat de route over de tunnel van de A7 heen. Hierna gaat de route verder door deels open velden richting  Gonderange. Net na Bourglinster stijgt de route over een kilometer ongeveer 8% gemiddeld en bevat het eveneens twee haarspelbochten. Tussen Bourglinster en Gonderange komt de route op zijn hoogste punt: 410 meter boven zeeniveau. In Gonderange gaat de route met een viaduct over de N11 E29. Na Gonderange gaat de route verder richting het oosten naar Rodenbourg en vervolgens naar het zuidoosten naar Olingen. Hierbij daalt de route geleidelijk. In Olingen wordt de spoorlijn Luxemburg - Wasserbillig gepasseerd met een overweg. Hierna gaat de CR122 verder richting het zuidoosten naar Flaxweiler en Wormeldange waarbij de route afwisselend stijgt en daalt, maar naarmate het dichterbij Wormeldange komt meer gaat dalen. In de plaats Wormeldange daalt de route over een kilometer met gemiddeld 8% en bevat het twee haarspeldbochten. Het laagste punt van de route bevindt zich op 139 meter boven zeeniveau in aansluiting met de N10. Tussen Gonderange en Wormeldange gaat de route grotendeels door open velden.

## Plaatsen langs de CR122
- Hünsdorf
- Lorentzweiler
- Blaschette
- Imbringen
- Bourglinster
- Gonderange
- Rodenbourg
- Olingen
- Flaxweiler
- Dreiborn
- Wormeldange

## CR122a
De CR122a is een verbindingsweg bij Wormeldange. De ongeveer 1,6 kilometer lange route verbindt de CR146 met de CR122 via een zuidwestelijker route dan de CR122.

## CR122b
De CR122b is een aftakkingesroute van der CR122 in Wormeldange. De ongeveer 120 meter lange route verbindt de CR122 met de Duitse L134 door middel van een brug over de rivier de Moezel.

## CR122c
De CR122c is een verbindingsweg in Wormeldange. De ongeveer 280 meter lange route verbindt de CR122 met de N10 in noordelijke richting, terwijl de CR122 zelf aansluit op de N10 in zuidelijke richting.
CR101 ·
CR102 ·
CR103 ·
CR104 ·
CR105 ·
CR106 ·
CR107 ·
CR108 ·
CR109 ·
CR110 ·
CR111 ·
CR112 ·
CR113 ·
CR114 ·
CR115 ·
CR116 ·
CR117 ·
CR118 ·
CR119 ·
CR120 ·
CR121 ·
CR122 ·
CR123 ·
CR124 ·
CR125 ·
CR126 ·
CR127 ·
CR128 ·
CR129 ·
CR130 ·
CR131 ·
CR132 ·
CR133 ·
CR134 ·
CR135 ·
CR136 ·
CR137 ·
CR138 ·
CR139 ·
CR140 ·
CR141 ·
CR142 ·
CR143 ·
CR144 ·
CR145 ·
CR146 ·
CR147 ·
CR148 ·
CR149 ·
CR150 ·
CR151 ·
CR152 ·
CR153 ·
CR154 ·
CR155 ·
CR156 ·
CR157 ·
CR158 ·
CR159 ·
CR160 ·
CR161 ·
CR162 ·
CR163 ·
CR164 ·
CR165 ·
CR166 ·
CR167 ·
CR168 ·
CR169 ·
CR170 ·
CR171 ·
CR172 ·
CR173 ·
CR174 ·
CR175 ·
CR176 ·
CR177 ·
CR178 ·
CR179 ·
CR180 ·
CR181 ·
CR182 ·
CR183 ·
CR184 ·
CR185 ·
CR186 ·
CR187 ·
CR188 ·
CR189 ·
CR190
CR200 ·
CR201 ·
CR202 ·
CR203 ·
CR204 ·
CR205 ·
CR206 ·
CR207 ·
CR208 ·
CR210 ·
CR211 ·
CR212 ·
CR213 ·
CR215 ·
CR216 ·
CR217 ·
CR218 ·
CR219 ·
CR220 ·
CR221 ·
CR222 ·
CR223 ·
CR224 ·
CR225 ·
CR226 ·
CR227 ·
CR228 ·
CR229 ·
CR230 ·
CR231 ·
CR232 ·
CR233 ·
CR234
CR301 ·
CR302 ·
CR303 ·
CR304 ·
CR305 ·
CR306 ·
CR307 ·
CR308 ·
CR309 ·
CR310 ·
CR311 ·
CR312 ·
CR313 ·
CR314 ·
CR315 ·
CR316 ·
CR317 ·
CR318 ·
CR319 ·
CR320 ·
CR321 ·
CR322 ·
CR323 ·
CR324 ·
CR325 ·
CR326 ·
CR327 ·
CR328 ·
CR329 ·
CR330 ·
CR331 ·
CR332 ·
CR333 ·
CR334 ·
CR335 ·
CR336 ·
CR337 ·
CR338 ·
CR339 ·
CR340 ·
CR341 ·
CR342 ·
CR343 ·
CR344 ·
CR345 ·
CR346 ·
CR347 ·
CR348 ·
CR349 ·
CR350 ·
CR351 ·
CR352 ·
CR353 ·
CR354 ·
CR355 ·
CR356 ·
CR357 ·
CR358 ·
CR359 ·
CR360 ·
CR361 ·
CR362 ·
CR364 ·
CR365 ·
CR366 ·
CR367 ·
CR368 ·
CR369 ·
CR370 ·
CR371 ·
CR372 ·
CR373 ·
CR374 ·
CR375 ·
CR376 ·
CR377 ·
CR378 ·
CR379
Routes die cursief vermeld staan, zijn voormalige routes.